# Vietnagone silvatica
Espèce
Vietnagone silvatica est une espèce d'araignées aranéomorphes de la famille des Linyphiidae.

## Distribution
Cette espèce est endémique de la province de Vĩnh Phúc au Viêt Nam. Elle se rencontre vers Tam Đảo entre 1 000 et 1 200 m d'altitude.

## Description
Le mâle paratype mesure 1,50 mm et la femelle paratype 1,78 mm.

## Publication originale
- Tanasevitch, 2019 : A new genus and two new species of linyphiid spiders (Arachnida: Araneae) from Vietnam. Raffles Bulletin of Zoology, vol. 67, p. 129-134.